# El triunfo de la Iglesia (Rubens)
El triunfo de la Iglesia, conocido también como El triunfo de la Iglesia sobre la Furia, la Discordia y el Odio, es un cuadro del pintor barroco Peter Paul Rubens.
Se trata de una pintura de pequeñas dimensiones, (63,5 x 105 centímetros), realizada al óleo sobre tabla hacia 1625. Pertenece a la colección del Museo del Prado de Madrid.

## Historia
El cuadro forma parte de una serie de imágenes alegóricas destinadas a exaltar el sacramento de la Eucaristía y la fe católica frente a la herejía, en el contexto de la Europa posterior a la Reforma protestante. Fueron concebidos como modelos a pequeña escala para la confección de tapices monumentales, destinados a decorar el convento de las Descalzas Reales de Madrid durante festividades solemnes, como el Corpus Christi. Este proyecto decorativo fue encargado en torno a los años 1622-1625 por la infanta Isabel Clara Eugenia, hija del rey Felipe II de España y gobernadora de los Países Bajos.
Los tapices, sobre los modelos de Rubens, fueron tejidos en Bruselas en el taller de Jan II Raes entre 1627-1632, y enviados a la Corte española. Algunos de los tapices muestran que Rubens introdujo cambios en el diseño final.
El ciclo muestra una exaltación de la fe católica típica de la Contrarreforma. Los otros temas mostrados en la serie son El triunfo del Amor divino, El encuentro de Abraham y Melquisedec, La victoria de la Verdad sobre la Herejía, La victoria de la Eucaristía sobre la Idolatría, y Los defensores de la Eucaristía. Son en su mayoría temas alegóricos con una fuerte carga propagandística y doctrinal, aunque también hay episodios del Antiguo Testamento. El triunfo de la Iglesia era probablemente uno de los temas centrales del conjunto, ya que el tapiz resultante es el de mayores dimensiones de cuantos se conservan y el que presenta mayor complejidad temática y compositiva. De todos modos, la serie no ha llegado íntegra hasta hoy, y se componía de más tapices.
Seis de los modelos, de mano de Rubens, se conservan en el Museo del Prado. Los tapices resultantes se encuentran en el monasterio para el que fueron encargados. En el año 2014 se desarrolló en el Prado una exposición que muestra las tablas originales, sometidas a un delicado proceso de restauración, y algunos de los tapices.
En el siglo XVII, el altar mayor de la capilla del Santísimo de la catedral de Braga, Portugal, fue adornada con una representación escultórica, en madera, de la composición pictórica de Rubens.

## Descripción y análisis de la obra
Las pinturas de la serie, más que bocetos previos, son modelos perfectamente acabados, con gran riqueza de detalles, destinados a servir de guía para la confección de los tapices. La propia naturaleza del tapiz hace que la gama cromática, al igual que los contrastes entre luces y sombras típicos de Rubens, sean más planos que en otros trabajos suyos, lo que no impide que sean obras muy bellas y elaboradas. Todas las pinturas del ciclo se estructuran de idéntica forma, simulando una arquitectura con una columnata y un friso, ante la cual se despliega un tapiz fingido en el que se desarrolla el tema. Es un artificio característico del Barroco (cuadro dentro del cuadro) destinado a reforzar el carácter teatral y equívoco de la imagen.

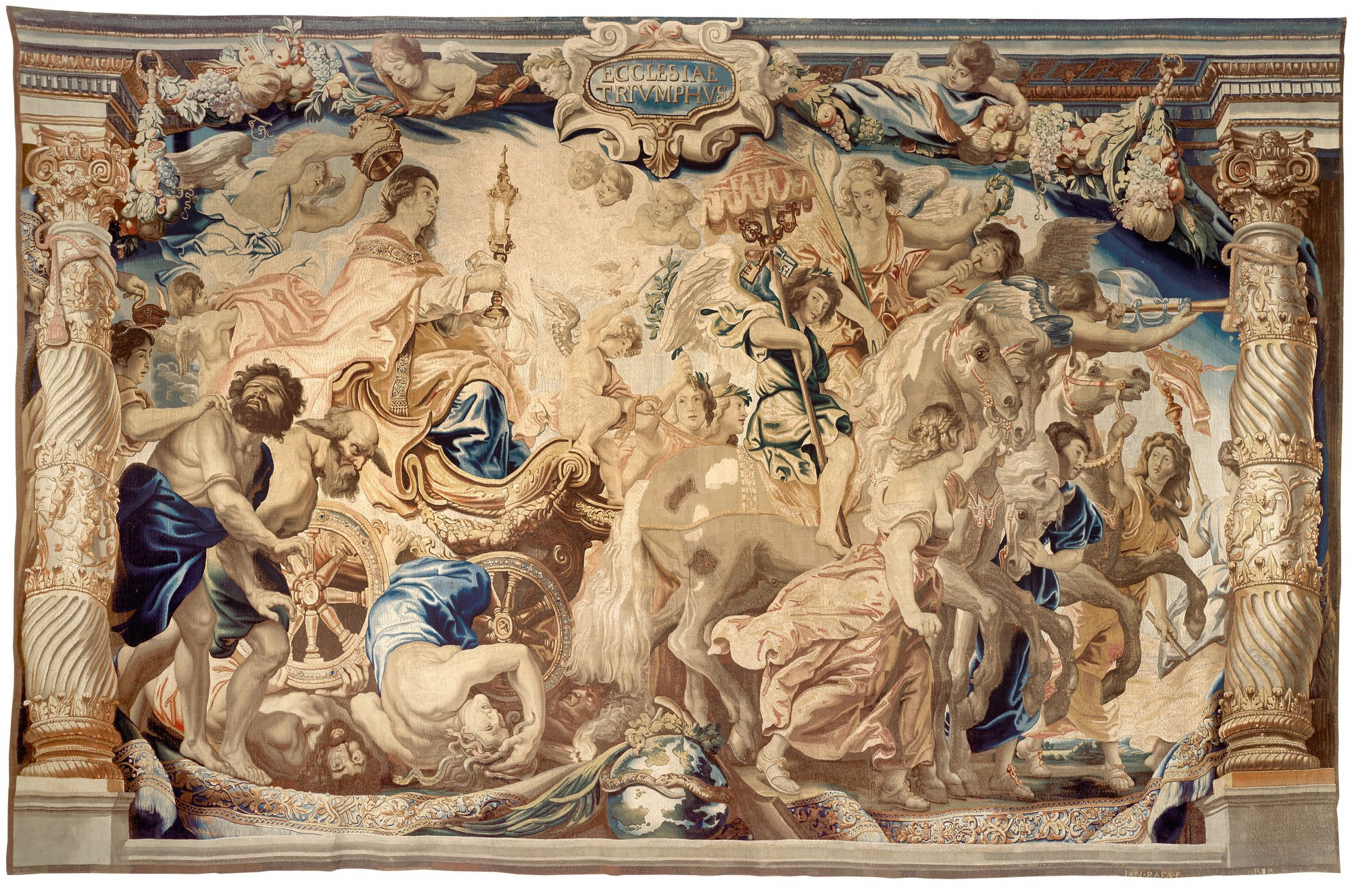
Tapiz en el Monasterio de las Descalzas Reales. Se aprecia que la composición está invertida respecto al modelo de Rubens.

En la obra que nos ocupa, la escena se desarrolla ante una columnata salomónica, ante la que dos querubines despliegan el tapiz. Dos elementos sobresalen tanto por su posición central en el cuadro como por encontrarse superpuestos en trampantojo: la cartela que debía mostrar el título (que aparece vacía; en el tapiz final, lleva la inscripción ECCLESIAE TRIVMPHVS) y un jeroglífico o símbolo en la parte inferior: un globo terráqueo rodeado por una serpiente que se muerde la cola (el ouroboros, símbolo de la eternidad), un timón, una palma y una rama de roble, símbolos respectivamente del gobierno recto, el triunfo y la fortaleza. Todos estos símbolos, junto con las guirnaldas de frutas y los angelotes, que representan la abundancia, aluden a las virtudes características de la Iglesia.
El tapiz fingido es una escena compleja, llena de simbolismo, con numerosas figuras muy vivaces y movidas; Rubens muestra en ella su dominio del lenguaje alegórico, su facilidad compositiva y sobre todo, su innata capacidad de generar dinamismo y movimiento en sus composiciones.
La escena es un cortejo triunfal al modo de los desfiles de los emperadores romanos. Una cuadriga de caballos blancos introduce la composición por la izquierda, precedida de tres figuras femeninas que sostienen las riendas o acarician a los caballos; una cuarta mujer, de la cual solo apreciamos la parte posterior, precede a todo el cortejo. En el aire, espíritus angélicos tocan trompetas; uno de ellos, con forma femenina, porta una corona de laurel y una palma. Montado sobre uno de los caballos, un ángel mancebo, coronado de laurel, porta el conopeo, sobre el que se muestran las llaves de oro y plata de los papas. Tras él, un querubín lleva las riendas del carro, mientras vuela sobre él la paloma del Espíritu Santo  entre glorias de ángeles y resplandores. Sobre el carro, de oro y adornado con gemas, una matrona, vestida de seda plateada y manto púrpura, sostiene una gran custodia con la Eucaristía. Un ángel sostiene la tiara papal sobre ella, mostrando que representa a la Iglesia Católica.
El carro de la Iglesia, en su marcha triunfal, abate y arrolla unas figuras oscuras que apenas se pueden asomar entre las ruedas: una de ellas, huesuda y con una tea, representaría la Furia o la Ira; otra, con la cabeza ensortijada de serpientes, figura la Discordia; mientras que un hombre barbado gesticula bajo las ruedas del carro, personificando el Odio. Cierran la composición por la derecha dos rudas figuras masculinas, atadas con cuerdas, una con los ojos vendados (la Ceguera) y la otra con orejas de asno (la Ignorancia); ambas muestran haber sido dominadas y reconducidas por una mujer que sostiene un candil encendido en lo alto, como personificación de la Verdad.
Las pinturas muestran la faceta más decorativa y efectista del arte de Rubens. Constituyen un perfecto ejemplo de arte propagandístico, destinado a reafirmar la fe de los fieles en los dogmas negados por el protestantismo, como la presencia real de Cristo en la Eucaristía. No hay que olvidar que los Países Bajos españoles se encontraban en ese momento en medio de diversos conflictos de índole religiosa, que habían llevado a la separación de las Provincias Unidas de los Países Bajos del dominio de España en 1579.